# Sourates mecquoises
 (juillet 2025).
Le contenu est difficilement compréhensible vu les erreurs de traduction, qui sont peut-être dues à l'utilisation d'un logiciel de traduction automatique.
Les sourates mecquoises sont, selon le contexte supposé, par les traditions musulmanes, de la Révélation (asbāb al-nuzūl), les premiers chapitres du Coran. Ils auraient été révélés avant le départ de Mahomet et ses partisans de La Mecque à Médine (Hijra).
Les sourates mecquoises sont généralement plus courtes que les sourates médinoises, avec des versets (ʾāyāt) relativement courts, et viennent principalement vers la fin du Coran. La division des chapitres en « mecquois » et « médinois » est principalement une conséquence de considérations stylistiques et thématiques. La classification des chapitres en ces périodes est basée sur des facteurs tels que la longueur du verset et la présence ou l'absence de certains concepts ou mots clés (par exemple al-Rahman comme nom de Dieu).

## Ordre chronologique des sourates mecquoises
Un ordre chronologique proposé par Abu al-Qasim `Umar ibn Muhammad ibn` Abd al-Kafi et considéré comme « l'ordre traditionnel » comprend 86 chapitres, comme suit : 
96, 68, 73, 74, 1, 111, 81, 87, 92, 89,
93, 94, 103, 100, 108, 102, 107, 109, 105, 113,
114, 112, 53, 80, 97, 91, 85, 95, 106, 101,
75, 104, 77, 50, 90, 86, 54, 38, 7, 72,
36, 25, 35, 19, 20, 56, 26, 27, 28, 17,
10, 11, 12, 15, 6, 37, 31, 34, 39, 40,
41, 42, 43, 44, 45, 46, 51, 88, 18, 16,
71, 14, 21, 23, 32, 52, 67, 69, 70, 78,
79, 82, 84, 30, 29, 83
Theodor Nöldeke a proposé un ordre chronologique différent (connu plus tard comme la chronologie Nöldeke-Schwally), composé de 90 chapitres, comme suit : 
- de la première à la cinquième année de la mission de Mahomet

96, 74, 111, 106, 108, 104, 107, 102, 105, 92,
90, 94, 93, 97, 86, 91, 80, 68, 87, 95,
103, 85, 73, 101, 99, 82, 81, 53, 84, 100,
79, 77, 78, 88, 89, 75, 83, 69, 51, 52,
56, 70, 55, 112, 109, 113, 114, 1
- la cinquième et la sixième année de sa mission:

54, 37, 71, 76, 44, 50, 20, 26, 15, 19,
38, 36, 43, 72, 67, 23, 21, 25, 17, 27, 18
- de la septième année à Hijra :

32, 41, 45, 16, 30, 11, 14, 12, 40, 28,
39, 29, 31, 42, 10, 34, 35, 7, 46, 6, 13

Un classement chronologique des sourates a été théorisé par les traditionnistes, sur des principes qui remonteraient à Ibn Abbas (mort en 688). Cela n'empêche pas, toutefois, des « désaccords au sein de la tradition musulmane » et une absence de consensus. Des listes contradictoires sont, en effet, défendue jusqu'au XVIe siècle. E. Stefanidis rappelle qu'au cours des premiers siècles, ces listes sont reçues avec prudence et méfiance. Devant cette diversité de chronologie, "la conclusion logique qui s'impose à l'historien est que les savants musulmans, même les grands spécialistes reconnus des sciences coraniques, ne connaissaient pas l'ordre chronologique des sourates ou en avaient très tôt perdu la connaissance". La chronologie proposée par Ǧaʿfar al-Ṣādiq au VIIIe siècle a été canonisée en 1924 lors de la publication de l'Edition du Caire, considérée aujourd'hui comme le textus receptus du Coran,.
Moreno synthétise les difficultés de cette approche diachronique : «Deux biais sont à souligner, le premier provient du fait qu'aucun des spécialistes [...] n'est parvenu à établir la supposée chronologie des sourates coraniques sans utiliser les données de la Sîra. De fait, ils suivirent en cela la voie des prédécesseurs musulmans alors même que toute approche historico-critique reconnaît que la Sîra a été construite pour « illustrer » le Coran. Le deuxième biais suppose [...] que les sourates soient des unités synchroniquement cohérentes, ce qui n'est guère admissibles pour les longues unités qui manifestement alludent à différentes périodes. »

## Un récit pour illustrer le Coran

### Premières sourates mecquoise
La première période fait référence à la première période durant laquelle Mahomet a commencé à recevoir des révélations. Les premières sourates mecquoises sont des chapitres qui ont été révélés tout au long de cette période. Ils refléteraient le cadre public dans lequel ils semblent avoir été partagés et en raison de leur structure et de leur longueur, ils semblent être présentés d'une manière qui serait très facile à mémoriser et à transmettre oralement ces sourates semblent être utilisées lors des premières liturgies.
Par rapport à d'autres sourates ultérieures, les sourates de la première période Meccan emploient plus de rimes malgré leur longueur plus courte. Ils vont de très courts, un paragraphe de moins de 5 versets (par exemple la sourate 97, 103, 105, 108 et 111) à être organisés en grappes de deux (sourates 81, 91), trois (sourates 82, 84, 86, 90, 92) ou quatre versets (sourates 85, 89).
Le thème principal de ces sourates consiste à présenter à l'humanité à quel point l'existence de Dieu est évidente à travers l'utilisation de formules de serment impliquant la puissance de la nature sur un ton emphatique. Nous voyons en particulier la référence de la sourate aux civilisations détruites, déclarant que leur destruction est la volonté de Dieu. De plus, certaines sourates parlent généralement d'éthique et de valeurs que les êtres humains devraient avoir, en particulier le fait que les êtres humains devraient être humiliés par la puissance de Dieu, ils ne devraient pas poursuivre une vie extravagante, être aimants et partager, en particulier avec les plus pauvres. Enfin et surtout, ces sourates contiennent des prophéties eschatologiques. Bien qu'elles ne soient pas aussi élaborées que dans les sourates ultérieures, ces prophéties apparaissent avec un ton menaçant pour faire généralement connaître aux gens l'existence du Jour du Jugement et tout ce qu'il englobe (sourate 103, 68, etc.), mais aussi, elles contiennent certaines des explications plus visuelles du ciel.

### Deuxième ensemble de sourates mecquoises
Il y a 21 sourates dans la deuxième période mecquoise . Ces sourates ont, en moyenne, une ayah de douze à vingt syllabes. Certaines sourates ont moins de cinquante ayah, tandis que d'autres, comme la sourate 20, « Ta-Ha », ont bien plus de 100 versets. Ces sourates n'ont pas nécessairement des caractéristiques distinctes, comme le font les sourates des première et troisième périodes mecquoises, mais affichent plutôt un mélange de caractéristiques des sourates mecquoises antérieures et ultérieures. Ces sourates du milieu gardent et développent la structure tripartite du verset. Ces parties forment un serre-livre un peu plus grand, qui est «généralement un récit de prophétie et de lutte». Ces sourates ont également tendance à utiliser moins de serments que les sourates Meccan antérieures, mais adoptent une approche beaucoup plus conflictuelle à l'égard des mécréants. Certaines sourates de cette période adoptent une forme ressemblant à un service monothéiste, comme on le verra souvent dans les sourates mecquoises ultérieures. Par exemple, la sourate 20 commence par une section proclamant la grandeur de Dieu, puis passe immédiatement à une histoire sur Moïse. Après la fin de la longue histoire, plusieurs versets sont consacrés à expliquer le sens de l'histoire, en particulier en ce qui concerne les mécréants.

### Troisième ensemble de sourates mecquoise
Selon la traduction de Yusuf Ali, la troisième période Meccan fait référence à la période allant de la septième année à l'Hégire, environ 619-622 apr. J.-C. Cette période serait caractérisée par la persécution de Mahomet et des musulmans par les Quraysh. Pour persuader le clan de renoncer à leur protection de Mahomet, les Quraysh ont boycotté Hachem. Les révélations de cette période sont caractérisées par des descriptions de la résurrection, du paradis et du Jour du Jugement. Dans cette période, la structure tripartite est abandonnée pour une structure plus longue et moins complexe, montrant une forme de collection qui reste encore un mystère pour les savants. Ils contiennent surtout de longues adresses à la communauté des croyants (beaucoup plus grandes à cette époque). Mahomet commence également à être adressé directement par Dieu au lieu d'être simplement utilisé comme moyen par lequel le message de Dieu est transmis. Les sourates de cette période montrent les façons dont les croyants doivent agir même lorsqu'ils sont en butte à l'opposition et aux difficultés.

## Historique et critique de la notion
La recherche d'une chronologie coranique semble apparaître lors de la naissance d'un État islamique et le besoin de répondre aux interrogations juridiques, au sein du système d'abrogeant-abrogé. Ces développements s'accompagnent de réflexions sur les contextes de révélation. Les sourates ont été classées très tôt en "médinoise" ou "mecquoise", sans qu'il soit possible de savoir à quoi correspond exactement cette distinction ni pourquoi des versets d'un groupe sont intégrés dans des sourates de l'autre. Dans les éditions modernes du Coran, selon une habitude qui se met progressivement en place à partir du Xe siècle, sont présentés le titre de la sourate, le nombre de verset et le "lieu de révélation" en tête de sourate.   
Les sourates de la fin du Coran sont généralement considérées comme appartenant aux plus anciennes. Elles se caractérisent par des particularités propres. Elles sont brèves, semble issues de proclamations oraculaires (ce qui ne signifie pas, pour autant, qu’elles en sont des enregistrements), elles contiennent de nombreux hapax... Pour Nöldeke et Schwally, la quasi-totalité des sourates 69 à 114 sont de la première période mecquoise. Neuwirth les classe en quatre groupes supposés être chronologiques. Bien que reconnaissant leur ancienneté, certains auteurs refusent de les qualifier de « mecquoises », car cela présuppose un contexte et une version de la genèse du corpus coranique qui n’est pas tranchée. Cette approche est spéculative.
En effet, ces textes ne sont pas une simple transcription sténographique de proclamation mais sont des textes écrits, souvent opaques, possédant des strates de composition et des réécritures. Cela n’empêche pas ces sourates de fournir des éléments contextuels (comme l’attente d’une Fin des Temps imminente chez les partisans de Mahomet). Ces textes sont marqués par une forme de piété tributaire du christianisme oriental.
Cette classification est fluide et varie seront les auteurs. Ainsi, plusieurs sourates sont placées, selon les auteurs, dans l'une ou l'autre des catégories. Pour Bell, par exemple, la sourate 102 est médinoise. Il rejoint en cela certains exégètes musulmans minoritaires. Nöldeke, Schwally et Blachère la considèrent comme mecquoise.